# Csúcsragadozók
A csúcsragadozó az a ragadozó állat, amelyik a tápláléklánc csúcsán van. A tápláléklánc csúcsán lévő ragadozónak nincs természetes ellensége.

## Szerepük
A csúcsragadozóknak az a szerepe a táplálékláncban, hogy megakadályozzák az alattuk álló fajok elszaporodását, hozzájárulva ezáltal az ökológiai rendszerek stabilitásához.

## Az egyes élőhelyek csúcsragadozói
Egyetlen élőhelyen több csúcsragadozó előfordulása is elképzelhető, mert az egyes fajok nem feltétlenül állnak egymással predátor-préda viszonyban.
Csúcsragadozó lehet például egy nagy testű ragadozó madár, emlős vagy halak.
- Cichla ocellaris[2]
- Rabló csukaponty (Belonesox belizanus)[3]
- Tigris (Panthera tigris)

### Trópusi esőerdők
- Jaguár (Panthera onca), (Dél-Amerika)
- Ködfoltos párduc (Neofelis nebulosa), (Kelet-Ázsia)

### Tengerek, óceánok
- Kardszárnyú delfin (Orcinus orca)
- Diadema antillarum[2]

### Afrikai szavanna
- Foltos hiéna (Crocuta crocuta)[4]
- Gepárd (Acinonyx jubatus)[4]
- Oroszlán (Panthera leo)[4]

## Kihalt csúcsragadozók
- Haast-féle sas (Harpagornis moorei)[5]
- Spinosaurus aegyptiacus
- Giganotosaurus carolinii
- Tyrannosaurus rex